# Рут Гордон
Рут Гордон Џоунс (енгл. Ruth Gordon Jones, 30. октобар 1896 — 28. август 1985) била је америчка глумица и сценаристкиња. За улогу Мини Кастевет у хорор филму Розмарина беба (1968) редитеља Романа Поланског награђена је Оскаром за најбољу глумицу у споредној улози и Златним глобусом за најбољу споредну глумицу у играном филму. Такође, Гордон је добитница још једног Златног глобуса и то за улогу Лусил Кловер у филму Све о Дејзи Кловер (1965), а за исту улогу била је номинована и за Оскара. За улогу Ди Вилкокс у ТВ серији Такси добила је Награду Еми за најбољу главну глумицу у хумористичкој серији.
Као сценаристкиња, Гордон је три пута била номинована за Оскара за најбољи оригинални сценарио.